# NatWest Group
NatWest Group plc, do roku 2020 známá jako Royal Bank of Scotland Group plc, je britská bankovní skupina s mezinárodní působností se sídlem ve skotském Edinburghu. 
Skrz své dceřiné značky NatWest, Royal Bank of Scotland a Ulster Bank poskytuje bankovní a další finanční služby všem druhům klientů na svém domácím trhu, ve Spojeném království, a do dubna 2023 také v Irsku. Skrz dceřinou značku Coutts & Co. poskytuje služby soukromého bankovnictví a správy majetku pro movité klienty, mezi ty nejprominentnější patří mj. britská královská rodina. 
Během finanční krize v říjnu 2008 vláda Spojeného království převzala řídící 60% podíl v tehdejší Royal Bank of Scotland Group v rámci záchranných opatření. Skrze společnost UK Government Investments je vláda Spojeného království nadále největším akcionářem skupiny, a to s podílem asi 39 % k listopadu 2023.  
Spolu s Lloyds Banking Group, Barclays a HSBC patří NatWest Group mezi tzv. britskou bankovní "velkou čtyřku".